# Dizoniopsis abylensis
Dizoniopsis abylensis là một loài ốc biển, động vật chân bụng trong họ Cerithiopsidae, được tìm thấy ở Strait of Gibraltar. Nó được Bouchet, Gofas and Warén, mô tả năm 2010.